# Jonathan Rivera Vieco
Johathan Samuel Rivera Vieco (Valencija, Španjolska, 25. siječnja 1979.) je španjolski rukometaš. Igra na položaju vanjskog lijevog i desnog napadača. 
Karijeru je počeo u Španjolskoj, no od svoje 25. godine sve do danas igra u Njemačkoj.
Rukomet je proigrao u rodnom gradu. Za mjesni klub CBM Valenciju je prvi put zaigrao u ligi ASOBAL. Nije osvojio nijedan naslov. U to se vrijeme upoznao s danskom rukometašicom Majom Sommerlund, koja je doduše napustila Španjolsku 2002. godine i otišla u njemački Frankfurter HC. 2004. godine je Rivera Vieco pošao za njom i potpisao za drugoligaša Reinickendorfer Füchse.
Nakon jedne godine je otišao u Dessau-Roßlauer HV, dok mu je prijateljica potpisala za Thüringer HC. Anhaltski klub je 2008. godine došao u financijske poteškoće i stoga nije mogao dobiti nikakvu licenciju za sljedeću sezonu. Zbog toga se Rivera Vieco vratio nazad u svoj klub koji je u međuvremenu promijenio ime i nazvao se Füchse Berlin, a osim toga postao je prvoligaš. Ugovor je trajao do kraja sezone 2008./2009. No, već u siječnju 2009. godine je prije isteka tog ugovora prešao u HSC 2000 Coburg.

## Vanjske poveznice
- HSC 2000 Coburg[neaktivna poveznica] Rivera Vieco
- Füchse Berlin[neaktivna poveznica] Rivera Vieco
- Rivera Vieco 2004 als Neuzugang bei den Füchsen  Arhivirana inačica izvorne stranice od 4. ožujka 2016. (Wayback Machine)
- Marca Rivera Vieco u Valenciji